# Bradford, New Hampshire
Bradford är en kommun (town) i Merrimack County i delstaten New Hampshire, USA med 1 650 invånare (2010).

## Kända personer från Bradford
- John Brackett, politiker
- Bainbridge Wadleigh, politiker